# Breccia Crag
Breccia Crag är en kulle i Antarktis. Den ligger i Sydshetlandsöarna. Argentina, Chile och Storbritannien gör anspråk på området. Toppen på Breccia Crag är 200 meter över havet.
Terrängen runt Breccia Crag är huvudsakligen kuperad, men åt nordost är den platt. Havet är nära Breccia Crag åt nordost. Trakten är glest befolkad. Närmaste befolkade plats är Commandante Ferraz Station, 12,8 kilometer nordost om Breccia Crag. 